# Txikispora philomaios
Txikispora ist eine Gattung parasitischer Protisten, die ausschließlich aus der Art Txikispora philomaios besteht. 
Sie ist zudem die einzige Gattung in der Familie Txikisporidae, die zur Klasse Filasterea gehört und eng mit der Familie Ministeriidae (Gattung Ministeria)  verwandt ist.
Die Gattung wurde erstmals 2021 anhand von Exemplaren aus dem Vereinigten Königreich beschrieben. Die Art repräsentiert eine bisher unentdeckte Lebensform, die sich extrem früh von Tieren und Pilzen abgrenzte. 
Sie parasitiert Flohkrebse (Amphipoda) der Gattungen Echinogammarus und Orchestia und infiziert am häufigsten deren Hämolymphe und die Hämocyten (Blutkörperchen) darin.

## Beschreibung
Die Art T. philomaios durchläuft mehrere Lebensstadien:
- Das erste ist das sogenannte monokaryotische Stadium: eine einzelne kugelförmige Zelle. Sie hat in der Regel eine Zellwand und ist durch einen Kern mit einem kleinen Nukleolus an der Peripherie und vielen kleinen Mitochondrien mit verschiedenen Lipoid-Strukturen gekennzeichnet.
- Das nächste Stadium ist mehrkernig, besteht aus vier miteinander verbundenen Zellen und ist etwas größer. Weil die vierte Zelle oft nicht sichtbar ist scheint es oft aus drei Zellen zu bestehen.
- Das einzellige Stadium wird oft vom mehrzelligen Stadium abgetrennt beschrieben.

## Entdeckung
Diese Spezies der Filozoa wurde 2021/2022 von Ander Urrutia, Stephen Feist und David Bass im Journal of Eukaryotic Microbiology erstbeschrieben.

## Etymologie
Der Gattungsname Txikispora ist abgeleitet vom baskischen Wort txiki ‚klein‘, und dem lateinischen Wort spora ‚Spore‘.
 
Der Familienname Txikisporidae ist vom Namen dieser Typusgattung abgeleitet und trägt die Familien kennzeichnende Endung ‚-idae‘.

Das Art-Epitheton philomaios setzt sich zusammen aus altgriechisch φίλων phílōn, latinisiert philo ‚Liebe‘, ‚liebend‘ und griechisch Μάιος Máios, deutsch ‚Mai‘, bedeutet also „den Mai liebend“, was darauf hinweist, dass diese Spezies in Proben während nur weniger Tage im Monat Mai vorkommt.
Die Gattungs- und Art-Kombination Txikispora philomaios bedeutet somit „den Mai liebende kleine Spore“.

## Genom
In Txikispora philomaios wurde eine Rel-Homologie-Region (RHR) identifiziert. Die Merkmale der RHR von Txikispora philomaios waren Tunicaraptor unikontum am ähnlichsten, was auf eine phylogenetische Beziehung zwischen den beiden Arten hindeutet.

## Ökologie
Txikispora philomaios parasitiert Flohkrebse (Amphipoda) der Gattungen Echinogammarus und Orchestia, kommt aber nicht bei den verwandten Gattungen Gammarus und Melita vor. Von dem Parasiten befallene Individuen zeigen eine Gelbfärbung des Teguments (Chitinhülle, Außenskelett), einen weniger starren Panzer, weniger sichtbare innere Organe sowie zunehmende Lethargie und Reaktionslosigkeit.
T. philomaios infiziert speziell die Hämolymphe und einzelne Blutzellen (Hämozyten), wobei bis zu zehn Parasiten in einer einzigen Blutzelle gefunden werden. Andere Organe, die infiziert werden können, sind die Hepatopankreas, die Hoden und die Eierstöcke.